# Samut Prakan City F.C.
Câu lạc bộ bóng đá thành phố Samut Prakan (tiếng Thái: สโมสรฟุตบอลสมุทรปราการ ซิตี้) là một câu lạc bộ bóng đá Thái Lan có trụ sở tại tỉnh Samut Prakan, Thái Lan. Nó được thành lập vào năm 2018, sau khi chủ sở hữu của Pattaya United quyết định đổi tên câu lạc bộ và chuyển nó thành Samut Prakan.

## Lịch sử
Câu lạc bộ được thành lập vào cuối mùa giải 2018 sau khi chủ sở hữu của Tanet Phanichewa Pattaya United quyết định đổi tên câu lạc bộ thành Thành phố Samut Prakan và chuyển nó đến Tỉnh Samut Prakan. Câu lạc bộ sẽ được tham gia mùa đầu tiên của họ tại Thai League 1 2019.

## Sân vận động và địa điểm theo mùa
| Tọa độ                                            | Vị trí       | Sân vận động                                    | Sức chứa | Năm      |
| ------------------------------------------------- | ------------ | ----------------------------------------------- | -------- | -------- |
| 13°21′52″B 100°58′35″Đ / 13,364452°B 100,976357°Đ | Chonburi     | Sân vận động Thành phố Chonburi                 | 8.680    | 2008     |
| 13°34′46″B 100°47′40″Đ / 13,579414°B 100,794345°Đ | Samut Prakan | Sân vận động Samut Prakarn SAT (Keha Bang Phli) | 5.100    | 2019–nay |

## Kỷ lục theo mùa
| Mùa  | Giải đấu | Giải đấu | Giải đấu | Giải đấu | Giải đấu | Giải đấu | Giải đấu | Giải đấu | Giải đấu | Cúp FA | Cúp liên đoàn | nước Thái Lan <br id="mwLQ"><br> </br> Cúp vô địch | Vua phá lưới | Vua phá lưới   |
| Mùa  | Bộ phận  | P        | W        | D        | L        | F        | Một      | Pts      | Pos      | Cúp FA | Cúp liên đoàn | nước Thái Lan <br id="mwLQ"><br> </br> Cúp vô địch | Tên          | Những mục tiêu |
| ---- | -------- | -------- | -------- | -------- | -------- | -------- | -------- | -------- | -------- | ------ | ------------- | -------------------------------------------------- | ------------ | -------------- |
| 2019 | Tt       |          |          |          |          |          |          |          |          |        |               |                                                    |              |                |

| Champions | Runners-up | Third Place | Promoted | Relegated |

| - P = Played - W = Games won - D = Games drawn - L = Games lost - F = Goals for - A = Goals against - Pts = Points - Pos = Final position | - T1 = Thai League 1 | - QR1 = First Qualifying Round - QR2 = Second Qualifying Round - QR3 = Third Qualifying Round - QR4 = Fourth Qualifying Round - RInt = Intermediate Round - R1 = Round 1 - R2 = Round 2 - R3 = Round 3 | - R4 = Round 4 - R5 = Round 5 - R6 = Round 6 - GR = Group Stage - QF = Quarter-finals - SF = Semi-finals - RU = Runners-up - S = Shared - W = Winners |

## Cầu thủ

### Đội hình hiện tại
Tính đến ngày 1 tháng 5 năm 2019
| No. |             | Position | Player                                  |
| --- | ----------- | -------- | --------------------------------------- |
| 1   | Thailand    | GK       | Patiwat Khammai                         |
| 5   | Thailand    | DF       | Sarawut Kanlayanabandit                 |
| 6   | Thailand    | MF       | Nopphon Ponkam                          |
| 7   | Thailand    | DF       | Jakkapan Praisuwan                      |
| 10  | Myanmar     | FW       | Kyaw Ko Ko (on loan from Yangon United) |
| 11  | Thailand    | MF       | Jaroensak Wonggorn                      |
| 14  | South Korea | MF       | Kim Tae-yeon                            |
| 15  | Thailand    | DF       | Nopparat Sakun-ood (Vice-captain)       |
| 16  | Thailand    | DF       | Krailas Panyaroj                        |
| 18  | Thailand    | GK       | Suppawat Yokakul                        |
| 19  | Thailand    | MF       | Teeraphol Yoryoei                       |
| 20  | Thailand    | GK       | Anurak Chompoopruk                      |

| No. |          | Position | Player             |
| --- | -------- | -------- | ------------------ |
| 32  | Thailand | MF       | Baworn Tapla       |
| 35  | Thailand | DF       | Jitti Khumkudkamin |
| 37  | Thailand | MF       | Picha Autra        |
| 41  | Thailand | FW       | Phanuwit Jitsanoh  |
| 42  | Thailand | MF       | Thanakrit Nopparat |
| 43  | Thailand | MF       | Nawapol Rodkiaw    |
| 44  | Thailand | DF       | Thanakij Khanakai  |
| 45  | Thailand | MF       | Sarun Yookaew      |
| 50  | Thailand | MF       | Phumin Kaewta      |
| 55  | Thailand | FW       | Chayawat Srinawong |
| 71  | Brazil   | FW       | Ibson Melo         |
| 83  | Brazil   | FW       | Carlão             |
| 88  | Thailand | MF       | Woranat Thongkruea |

### Cho mượn
| No. |          | Position | Player                                   |
| --- | -------- | -------- | ---------------------------------------- |
| —   | Thailand | DF       | Suphanan Bureerat (to Muangthong United) |

| No. |  | Position | Player |
| --- |  | -------- | ------ |

## Huấn luyện viên
Huấn luyện viên theo năm (2019) 
- Surapong Kongthep 2019–